# Amad Diallo
Amad Diallo (* 11. Juli 2002 in Abidjan; bis Mitte 2020 bekannt als Amad Diallo Traoré) ist ein ivorisch-italienischer Fußballspieler. Der Flügelspieler steht seit Januar 2021 bei Manchester United unter Vertrag und ist ivorischer Nationalspieler. 

## Herkunft und Name
Diallo wurde kurz vor dem Beginn des Bürgerkriegs in der Elfenbeinküste in Abidjan geboren. 2010 kam er mit seinem älteren Bruder Junior (* 2000) nach Parma in Italien. Im Juni 2020 wurden Ermittlungen der Staatsanwaltschaft Parma bekannt. Demnach seien bei der Einreise über ein Familienvisum falsche Angaben gemacht worden, um diese zu erleichtern. Die beiden Jungen reisten unter dem Familiennamen Traoré ein, während als Vater Hamed Mamadou Traoré angegeben wurde. Laut der Staatsanwaltschaft könnte dieser jedoch nicht der Vater sein; Amad und Junior könnten sogar nicht einmal Brüder sein. Im September 2020 erhielt der 18-Jährige neue Dokumente mit dem Namen Amad Diallo, unter dem er seither bekannt ist. Im Dezember 2020 erhielt Diallo die Italienische Staatsbürgerschaft.

## Karriere

### Im Verein
Diallo, damals noch bekannt als Amad Diallo Traoré, begann im Alter von 12 Jahren in der Jugendmannschaft von GS Boca Barco aus Bibbiano mit dem Fußballspielen. Dort war er bei einem Juniorenturnier als jüngster Spieler der beste Torschütze und erweckte in seiner Zeit beim Amateurverein das Interesse diverser Top-Vereine. Im Sommer 2015 wechselte der Offensivspieler in den Nachwuchs von Atalanta Bergamo, wo er sich ebenfalls als eines der größten Talente des Jahrgangs herauskristallisierte. Für die U17-Mannschaft erzielte er in der Saison 2017/18 12 Saisontore in 27 Einsätzen und wurde Vizemeister. In der folgenden Spielzeit 2018/19 spielte er bereits vermehrt für die Primavera und schoss als Flügelspieler in 42 Pflichtspielen für U17 und U19 18 Treffer. Mit der Primavera gewann er mit einem 1:0-Finalsieg gegen Inter Mailand die U19-Meisterschaft.
In der Saison 2019/20 spielte er regelmäßig für die U19, wurde im Oktober 2019 jedoch auch erstmals in die Herrenmannschaft beordert. Am 27. Oktober 2019 (9. Spieltag) debütierte er beim 7:1-Heimsieg gegen Udinese Calcio in der höchsten italienischen Spielklasse, als er in der 77. Spielminute für Josip Iličić eingewechselt wurde und sechs Minuten später den letzten Treffer des Spiels erzielte.
Anfang Oktober 2020 einigte sich Atalanta Bergamo mit Manchester United über einen Wechsel Diallos im Januar 2021, der noch von einem Medizincheck, der Arbeitserlaubnis und noch zu klärenden Einzelheiten im Spielervertrag abhing. Anfang Januar 2021 unterschrieb der 18-Jährige schließlich einen Vertrag bis zum 30. Juni 2025 mit einer Option auf ein weiteres Jahr. Nach Pressemeldungen soll die Ablösesumme bei etwa 21 Millionen Euro liegen, durch Bonuszahlungen kann sie um weitere 20 Millionen Euro steigen. Bis zum Ende der Saison 2020/21 wurde Diallo, der auf den Flügeln mit Marcus Rashford, Mason Greenwood, Anthony Martial und Daniel James in Konkurrenz trat, von Ole Gunnar Solskjær 3-mal in der Premier League eingesetzt, wobei er am letzten Spieltag erstmals in der Startelf stand. Daneben wurde der Flügelspieler einmal in FA Cup und 4-mal in der Europa League eingewechselt, wobei er beim 1:1-Unentschieden im Achtelfinalhinspiel gegen den AC Mailand sein erstes Tor erzielte. United erreichte das Finale und unterlag dort dem FC Villarreal; Diallo kam dabei nicht zum Einsatz. Der 18-Jährige sammelte darüber hinaus Spielpraxis in der U23, für die er in 3 Spielen 4 Tore erzielte.
Vor der Saison 2021/22 verpflichtete United mit Jadon Sancho einen weiteren Flügelspieler, zudem wurde kurz vor dem Ende der Transferperiode mit Cristiano Ronaldo ein weiterer Offensivspieler verpflichtet. Ende August 2021 zog sich Diallo kurzf vor dem Ende der Transferperiode im Training eine Muskelverletzung zu, weshalb er 6 Wochen ausfiel. Aus diesem Grund scheiterte eine Leihe zum niederländischen Erstligisten Feyenoord Rotterdam. Um wieder Spielpraxis zu bekommen, wurde er in der Wintertransferperiode 2022 an die Glasgow Rangers verliehen. Danach wurde er für die Saison 2022/23 an den AFC Sunderland verliehen, wo er in insgesamt 37 Ligaspielen 13 Tore erzielte.

### In der Nationalmannschaft
Im März 2021 debütierte Diallo im Rahmen der Qualifikation zum Afrika-Cup 2022 in der ivorischen Fußballnationalmannschaft.
Anfang Juli 2021 wurde Diallo in den Kader der ivorischen Olympiaauswahl für das Fußballturnier der Olympischen Sommerspiele 2021 berufen.

## Erfolge
Atalanta Bergamo
- Campionato Primavera: 2018/19
- Supercoppa Primavera: 2019

Glasgow Rangers
- UEFA-Europa-League-Finalist: 2022
- Schottischer Pokalsieger: 2022